# Hassan el-Banna
Pour l’article homonyme, voir Al Banna.
 (juin 2016).
Si vous disposez d'ouvrages ou d'articles de référence ou si vous connaissez des sites web de qualité traitant du thème abordé ici, merci de compléter l'article en donnant les références utiles à sa vérifiabilité et en les liant à la section « Notes et références ».
Hassan el-Benna ou al-Bannâ (en arabe حسن البنا), né le 14 octobre 1906 à Mahmoudiyah et mort assassiné le 12 février 1949 au Caire, est un instituteur égyptien, fondateur et premier Guide des Frères musulmans. Il est le grand-père de Tariq Ramadan et Hani Ramadan.

## Biographie

### Jeunesse
Hassan el-Banna est élevé dans une famille pieuse. Son père, horloger de métier, est diplômé de l'université al-Azhar, où il étudie entre autres la sunna. Il édite le Musnad d'Ahmad Ibn Hanbal et compose des ouvrages sur les hadiths et assure la fonction d'imam à la mosquée du village.
À 8 ans, Hassan est élu président d'une « association pour les bonnes mœurs », créée à l'instigation de l'un de ses instituteurs. Un peu plus tard, il participe à une « association contre les violations de la Loi » dont les membres font parvenir de façon anonyme des remontrances écrites aux personnes suspectées d'avoir enfreint quelques principes religieux ou moral.
Hassan est l'aîné de cinq garçons. Un de ses frères, Jamâl el-Banna, a écrit sur les sources du droit islamique, dans une approche différente.
Il reçoit sa première formation dans son village natal de 1914 à 1918, puis au chef-lieu Damâhur, tout en s'initiant au métier d'horloger par Nassim Bahout et au travail de reliure à Ismâ'îliyya.
Hassan El-Banna sera membre de la confrérie Husâfiyya.
En 1920, à 14 ans, il décide de s'orienter vers le métier d'instituteur plutôt que vers le cycle d'études préparatoires de l'université al-Azhar.
De 1920 à 1923, il est muezzin de la mosquée de l'école de Damâhur, une fonction qu'il accomplit avec zèle. Il est amené par exemple à protester contre l'horaire des cours qui ne tiennent pas compte des heures de la prière.
En 1923, à 17 ans, il est admis à l'école normale du Caire (Dâr al-'ulûm), fondée en 1872 par Alî Pacha Mubârak où il fait preuve de sérieux. Il reçoit une bourse du ministère égyptien de l’Éducation pour poursuivre ses études en Europe, ce qu'il refuse. En juin 1927, à 20 ans, il est nommé instituteur à Ismâ'îliyya.

### Fondation des Frères musulmans
Hassan al-Bannâ fonde la société secrète des Frères musulmans (djam'iyyat al-ikhwân al-muslimîn) en 1928. Il est convaincu que le seul moyen de libérer son pays de la colonisation culturelle britannique passe par l'émergence de ce qu'il appelle un islam social. Il s'engage à lutter contre l'emprise laïque occidentale et contre l'imitation du modèle européen et affirme : « la bannière d'Allah sera arborée au-dessus de l'Occident et la Méditerranée redeviendra islamique »,. Au-delà, Hassan al-Banna contribue à un basculement, en considérant que la notion de jihâd doit être envisagée comme guerre offensive, et non plus uniquement défensive, avec comme objectif une révolution islamique. 
Il prêche dans des lieux populaires, comme les cafés, le retour à la pratique religieuse et l’observance de la loi islamique. Ce souci de rencontrer les gens directement reste comme un trait caractéristique de l'action des Frères musulmans.
La formation des militants passe par la lecture et le commentaire du Coran, l’étude du hadîth, du fiqh, de l'histoire musulmane, de la vie du prophète de l'islam, Mahomet. Ces enseignements sont accompagnés d'une formation pratique de communication. Soixante personnes suivent cette préparation la première année.
En octobre 1932, le siège des Frères musulmans est transféré au Caire où Banna venait d'être muté.
En avril 1933, la branche féminine des Sœurs musulmanes est créée.
Hassan el-Banna devient quelqu'un de populaire : il fonde des écoles, des associations de charité, des dispensaires, des bibliothèques, et des entreprises. En 1948 la confrérie compte 2 millions de membres, et la monarchie égyptienne s'en inquiète.
Son idéologie ne prêche alors pas le rejet de la théologie musulmane classique et des madhhab.

### Philosophie et combat politique
El-Banna s’oppose vigoureusement à la conception exclusivement spiritualiste de l'islam. Pour lui, et au vu de ses analyses à partir des textes scripturaires de l'islam, cette dernière englobe toutes les affaires privées et publiques. En plus d’une dimension religieuse, la oumma a aussi une dimension politique. Il souhaite restaurer le califat.
Les Frères musulmans s'engagent très vite dans le combat politique. Ils soutiennent la cause de la Palestine arabe dès 1936. Pendant la Seconde Guerre mondiale, el-Banna mène une campagne nationaliste contre la Grande-Bretagne. À la suite d'activités jugées subversives, il est muté en Haute-Égypte et brièvement emprisonné. C'est de cette époque que datent ses premiers rapports avec des officiers égyptiens, tout particulièrement Anouar el-Sadate.
De 1942 à 1944, les Frères musulmans collaborent non sans heurts avec le parti Wafd, alors au pouvoir.
Après la guerre, les Frères musulmans demandent la révision des accords anglo-égyptiens et la réalisation de l'unité de la vallée du Nil (Soudan et Égypte) et l'islamisation du droit.
Les Frères musulmans sont dissous le 8 décembre 1948 pour avoir mener des actions subversives contre la sécurité de l'État à la suite de l'assassinat du chef du gouvernement Ahmad Mahir Pacha, et le meurtre d'un juge tué par des frères sous les ordres d'el-Banna. Le 28 décembre 1948, le chef du gouvernement Mahmoud an-Nukrashi Pacha est assassiné par un jeune frère musulman. El-Banna tente de s'entendre avec le nouveau gouvernement et réprouve ouvertement tous les actes de violence.

### Assassinat et postérité
Le 12 février 1949, Hassan el-Banna et Abdul Karim Mansour ont rendez-vous au QG de l'association islamique de la jeunesse avec Zaki Ali Pasha, un représentant du roi Farouk, pour négocier un accord politique. Zaki Ali Pasha ne venant pas au rendez-vous, el-Banna et Mansour quittent les lieux et attendent dehors un taxi lorsque deux hommes armés s'approchent et leur tirent dessus, tuant sur le coup Mansour et blessant gravement el-Banna. Celui-ci est conduit à l’hôpital et laissé seul dans une pièce jusqu'à sa mort.
Des agents gouvernementaux des services secrets ou de la police de sécurité égyptiens sont suspectés.
Son gendre, Saïd Ramadan, poursuit son projet panislamiste.

## Publications
- Naima Afif, Hassan Al-Banna : Textes originaux, Lyon, Éditions Tawhid, 2010, 309 p. (ISBN 978-2-848-62234-7, OCLC 1195903515).
- Hassan Al-Banna, Al-Mathurat : Rappels et invocations de Dieu tirés du Coran et de la Sunna, Paris, Éditions Maison d'Ennour (revu et traduit par l'équipe littéraire), 2013, 256 p. (ISBN 978-2-752-40205-9).